# Probošt Metropolitní kapituly u sv. Víta v Praze
Probošt Metropolitní kapituly u sv. Víta v Praze stojí v čele sboru kanovníků Metropolitní kapituly u sv. Víta v Praze. Probošt svatovítské kapituly míval hodnost prvního preláta Království českého, dnes je jedním ze sedmi držitelů klíčů od Korunní komory katedrály sv. Víta, Václava a Vojtěcha, v níž se uchovávají české korunovační klenoty. Současným proboštem je od roku 2002 pomocný biskup pražský Václav Malý.